# بلير كيل
بلير كيل (بالإنجليزية: Blair Kiel)‏ هو لاعب كرة قدم أمريكية ولاعب كرة قدم كندية أمريكي، ولد في 29 نوفمبر 1961 في كولومبوس في الولايات المتحدة، وتوفي بنفس المكان في 8 أبريل 2012.

## وصلات خارجية
- بلير كيل على موقع مرجع كرة القدم المحترفة.كوم (الإنجليزية)